# Catalaxie
Catalaxie (gr. katallattein, ro. a face schimb, a transforma un inamic într-un prieten) o formă a ordinii spontane. Termenul este propus de Friedrich Hayek plecând de la ideea că termenul economie ar trebui înlocuit cu catalactică.
Ordonarea în ordinea spontană nu se bazează pe orientarea către o ierarhie unică a scopurilor, deci ea nu va garanta faptul că ceea ce e mai important va prevela în fața ceea ce este mai puțin important.
Ordinea spontană pentru Hayek nu are scop un acord asupra rezultatelor concrete pe care le va produce pentru a exista un acord asupra dezirabilității sale.
Conform lui Hayek ordinea spontană poate fi utilizată având ca scop urmărirea unor scopuri individuale, diferite sau conflictuale. Distribuția justă este un nonsens într-o catalaxie sau ordine spontană deoarece nu există un sistem de scopuri comune.